# Bledius emarginatus
Bledius emarginatus är en skalbaggsart som först beskrevs av Thomas Say 1831.  Bledius emarginatus ingår i släktet Bledius och familjen kortvingar. Inga underarter finns listade i Catalogue of Life.